# Jorge García Montes
Dr Jorge García Montes y Hernandez (né le 19 octobre 1896 à New York et mort le 21 juin 1982 à Miami) était un avocat et un homme politique cubain. Premier ministre de Cuba, il a également occupé le poste de ministre de l'éducation 1957 à 1959, sénateur de 1954 à 1959 et député de 1922 à 1944.

## Biographie
Garcia Montes est diplômé de la faculté de droit de l'Université de La Havane en 1917. Il s'est marié à Maria de la Concepción Morales de la Torre le 24 janvier 1923 à La Havane et ils eurent un enfant, Graciela.